# Monte Camulera
Il monte Camulera (o Bric Camulera) è una montagna delle Prealpi Liguri alta 1224 m s.l.m.

## Geografia

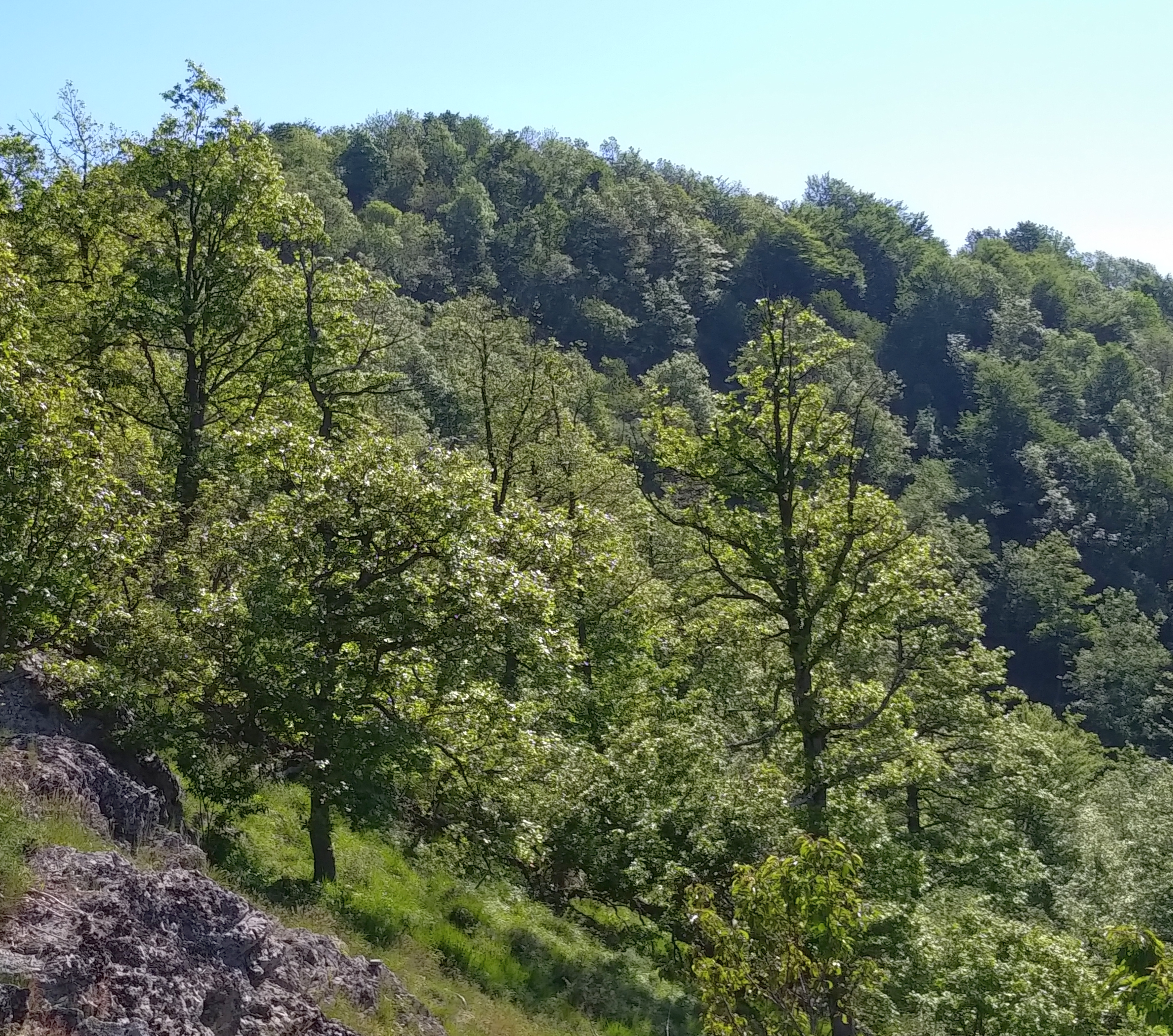
Vista da sud-ovest

Il monte si trova in comune di Murialdo sullo spartiacque che divide la valle della Bormida di Millesimo da quella dell'Osiglietta, un suo affluente. Il crinale ha origine nei pressi del Monte Settepani e, dopo il Bric Femminamorta e il Bric Sputafame, risale al Bric Morte (1232 m), perde quota con un colletto e infine, dopo il poco definito Bric Pennacchio, raggiunge i 1224 m della vetta principale del Monte Camulera. Lo spartiacque si esaurisce poi alla confluenza tra Bormida e Osiglietta. Il monte Camulera è ammantato da boschi con predominanza di latifoglie ma la sua cima è parzialmente libera dalla vegetazione arborea e offre un buon panorama. La sua prominenza topografica è di 135 metri. Sulla cima è presente una croce di vetta alla quale è fissata una cassettina metallica con il relativo libro di vetta.

## Geologia
Sul monte Camulera è nota una lente di porfido quarzifero incuneata in una matrice di besimaudite, una roccia ignea a tessitura porfirica tipica della zona. Questa massa rocciosa, che è di contorno grossomodo circolare, è stata interpretata come la sezione con la quale un antico camino eruttivo interseca l'attuale superficie della montagna.

## Storia

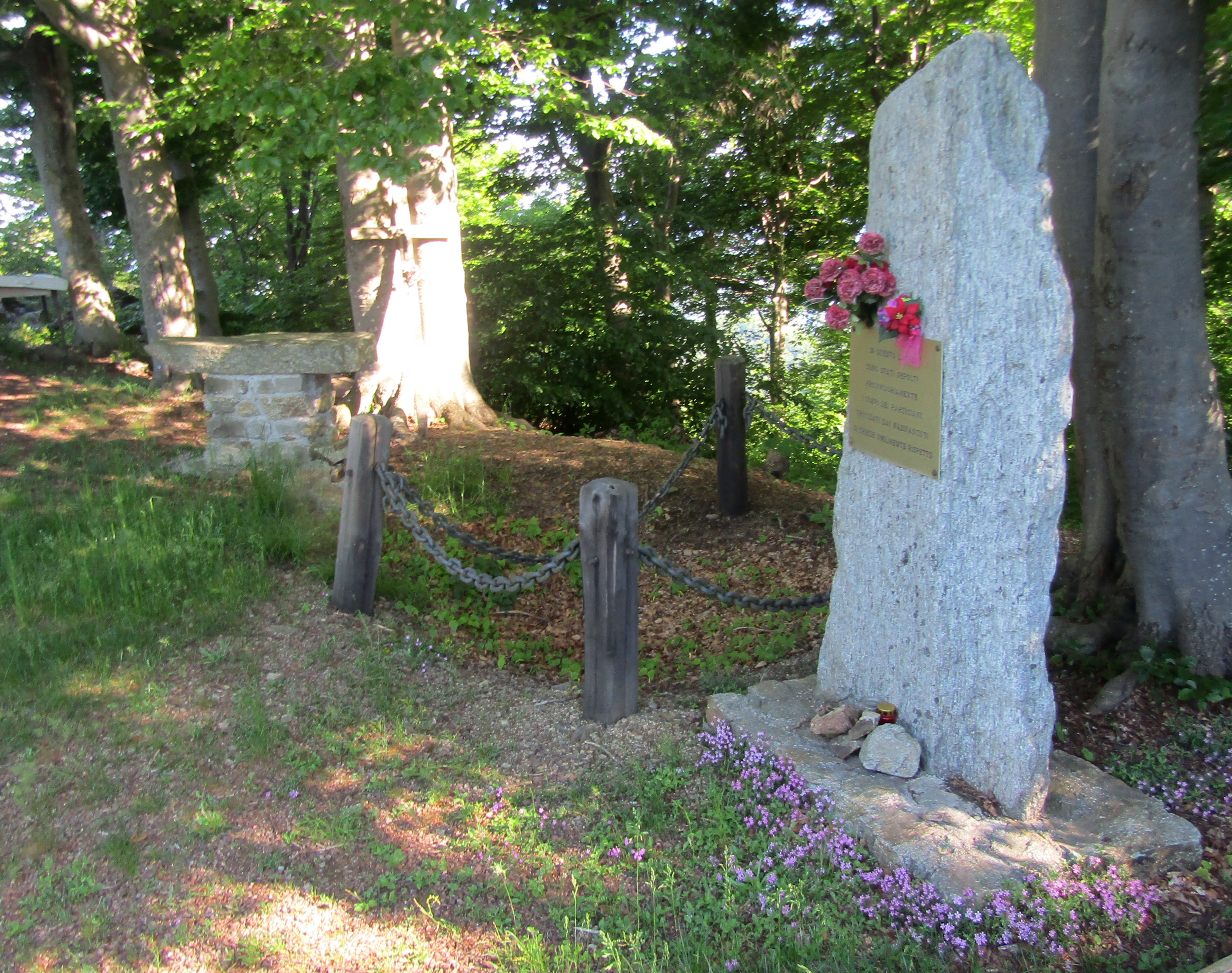
La lapide in memoria dei partigiani uccisi

Poco lontano dalla cima del monte, sul versante affacciato alla val Bormida di Millesimo, si trovano una lapide, una croce, un altare ed un piccolo recinto in memoria di sei partigiani trucidati nel 1944. Il 29 novembre di quell'anno Actis Grande Stelio di Caluso (TO) cl.1925 (Maresciallo), Angelo Bevilacqua (Gin) di Albisola (SV) cl. 1895 (Leone), Angelo De Cicco Roberto di La Spezia cl. 1924 (Creolina), Sirello Vincenzo di Savona cl. 1923 (Mirko), Pesce Giacomo di Murialdo (SV) cl. 1924 (Milianti), Risaliti Marino di Livorno cl. 1924 (Athos), vennero fatti prigionieri dai militi fascisti delle Brigate nere. Dopo essere stati interrogati e torturati furono fucilati sul posto. Dapprima seppelliti nella fossa comune, dato il tempo impervio invernale con neve alta, tutti i cadaveri vennero recuperati solo in primavera dagli abitanti della zona. La salma di Angelo Gin Bevilacqua (Leone) fu ospitata nella tomba della famiglia Bellone, nel cimitero di Riofreddo di Murialdo (SV). I sei partigiani sono poi stati sepolti nel cimitero di Zinola. Il 5 aprile 1945, fu trucidato anche il partigiano Vose Ettore (Stella) cl. 1919 di Finale ligure (SV): la sua lapide che per decenni documentava il tragico evento sul versante opposto, fu spostata accanto alla lapide degli altri sei partigiani, per celebrare una commemorazione unica a tali tragici eventi. I due efferati eccidi sono documentati con memorie storiche e foto, nel libro della storia del paese di Riofreddo di Murialdo (SV), edito nel 1998. Le associazioni di ex-combattenti partigiani, organizzano visite al monumento e iniziative in memoria dei caduti, a cui partecipano molti abitanti della vallata e parenti delle vittime.

## Accesso alla cima

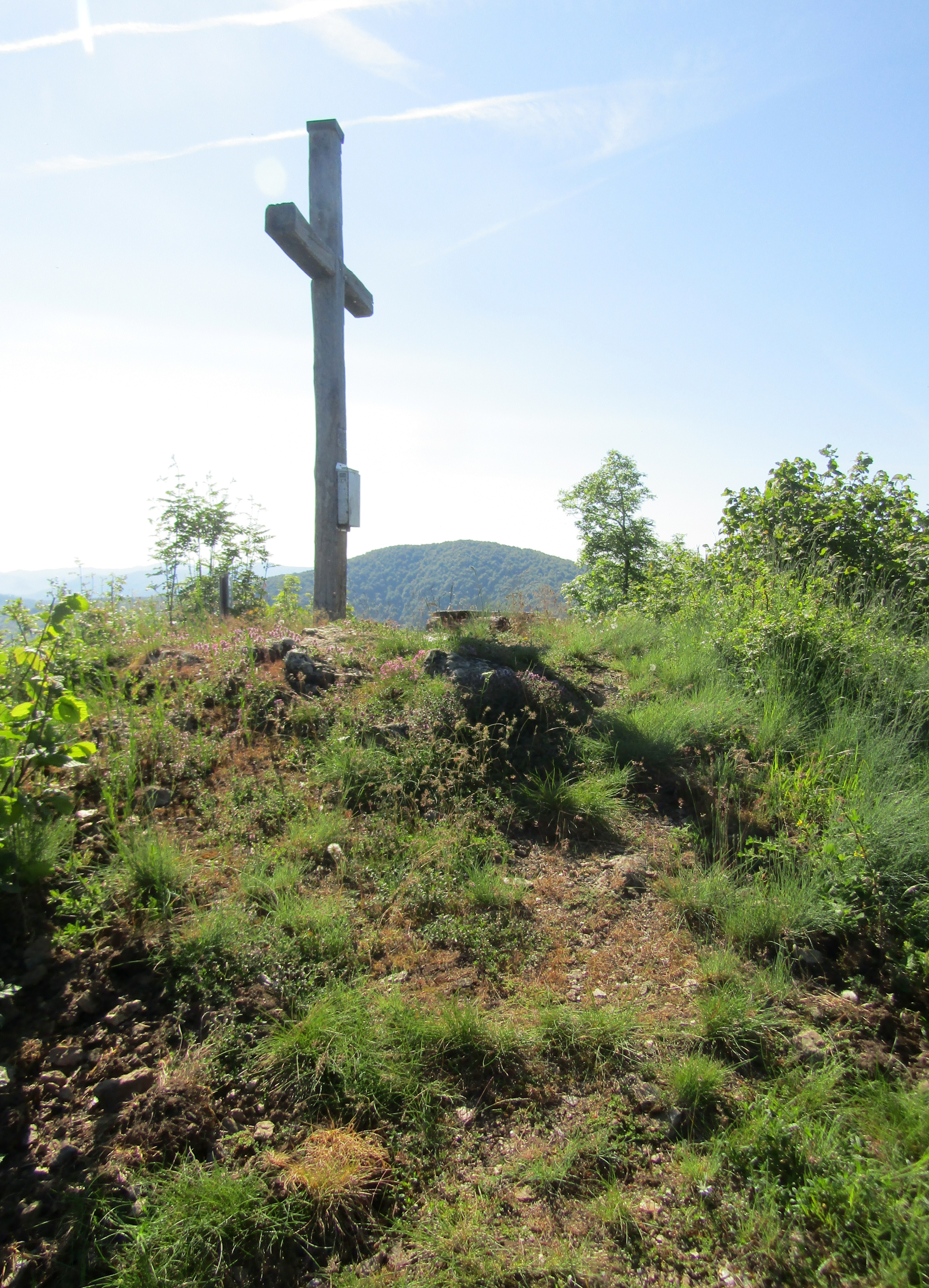
La croce di vetta

Il monte Camulera può facilmente essere raggiunto per sentiero da varie parti. Esistono itinerari che partono da alcune frazioni di Osiglia,. Si può anche salire in circa un'ora e mezza di cammino da Riofreddo, una frazione di Murialdo, oppure dal capoluogo comunale.

## Protezione della natura
La montagna è inclusa nell'Area protetta Provinciale Monte Camulera, istituita dalla Provincia di Savona e che comprende una superficie di 490 ha.